# ستيفان توموفيتش
ستيفان توموفيتش هو لاعب كرة قدم صربي، ولد في 14 أكتوبر 2001 في كروشيفاتس في صربيا.